# Campeonato Mundial de Grappling 2017
El Campeonato Mundial de Grappling 2017 (World Championship Grappling) se celebró en Bakú (Azerbaiyán) entre el 18 y el 21 de octubre bajo la organización de United World Wrestling (UWW) y la Federación de Azerbaiyán.
Las competiciones se realizaron en el Bakú Sports Hall de la capital de Azerbaiyán.
En el medallero, ocuparon las tres primeras plazas los países de Rusia, Ucrania y Polonia, en grappling gi, y los países de Rusia, Francia y Polonia, en grappling no gi.

## Países participantes
| N.º | País           |
| --- | -------------- |
| 1   | Azerbaiyán     |
| 2   | Bielorrusia    |
| 3   | Chipre         |
| 4   | España         |
| 5   | Estados Unidos |
| 6   | Francia        |
| 7   | Georgia        |
| 8   | Grecia         |
| 9   | Hungría        |
| 10  | India          |
| 11  | Irán           |
| 12  | Israel         |
| 13  | Italia         |
| 14  | Japón          |
| 15  | Kazajistán     |
| 16  | Kirguistán     |
| 17  | Lituania       |
| 18  | Moldavia       |
| 19  | Pakistán       |
| 20  | Panamá         |
| 21  | Polonia        |
| 22  | Rumania        |
| 23  | Rusia          |
| 24  | Serbia         |
| 25  | Turkmenistán   |
| 26  | Turquía        |
| 27  | Ucrania        |
| 28  | Uzbekistán     |

## Medallistas

### Grapping GI masculino
| Evento  | Oro                            | Plata                        | Bronce                                                        |
| ------- | ------------------------------ | ---------------------------- | ------------------------------------------------------------- |
| 62 kg   | Dmytro Baranov · Ucrania       | Omar Galymzhan · Kazajistán  | Agashirinov Artur · Rusia · Narmanov Nurmuhammed · Kirguistán |
| 66 kg   | Zainukov Zainutdin · Rusia     | Blumental Valentin Francia   | Vittori Alessio · Italia · Rasoul Godousi · Irán              |
| 71 kg   | Magomedov Magomedrasul · Rusia | Francisco Alcalde · España   | Blumental Nicolas · Francia · Kassenov Erzhan · Kazajistán    |
| 77 kg   | Yusef Kaddur · España          | Magomedov Shamil · Rusia     | Rene Karamanites · Panamá · Katuszewski Maciej · Polonia      |
| 84 kg   | Adilov Eldar · Rusia           | Arturo Salas · España        | Nedzi Pawel · Polonia · De Palma Davide Cristoforo · Italia   |
| 92 kg   | Gavrikov Roman · Rusia         | Tomasetti Ivan · Italia      | Baginski Piotr · Polonia · Kussainov Ramazan · Kazajistán     |
| 100 kg  | Surma Maciej · Polonia         | Ismailov Nurbek · Kirguistán | Uros Culic Serbia Safarbayev Asif Azerbaiyán                  |
| +100 kg | Abdulaev Ruslan · Rusia        | Jeziorski Tomasz · Polonia   | Safarbayev Vasif · Azerbaiyán · Abyzov Bakdaulet · Kazajistán |

### Grappling GI femenino
| Evento | Oro                               | Plata                       | Bronce                                                       |
| ------ | --------------------------------- | --------------------------- | ------------------------------------------------------------ |
| 53 kg  | Krupskaia Polina · Rusia          | Svitlana Skrypnyk · Ucrania | Augustyn-Mitkowska Anna · Polonia · Naiomi Matthews · España |
| 58 kg  | Kateryna Shakalova · Ucrania      | Kuprina Irina · Rusia       | Cusson Roxane · Francia · Zygmunt Weronika · Polonia         |
| 64 kg  | Breanna Stikkelman Estados Unidos | Tetiana Hrynko · Ucrania    | Tana Rita · Italia · Pniak Sandra · Polonia                  |
| 71 kg  | Claire France Thevenon Francia    | Mungai Irene · Italia       | Atefeh Riahieshkaftaki · Irán · Tropina Rimma · Rusia        |
| +71 kg | Halyna Kovalska · Ucrania         | Barre Chloe Francia         | Shorokhova Yana · Rusia · Zaszczudlowicz Magdalena · Polonia |

### Grappling No Gi masculino
| Evento  | Oro                           | Plata                         | Bronce                                                            |
| ------- | ----------------------------- | ----------------------------- | ----------------------------------------------------------------- |
| 62 kg   | Temeev Magomedbek · Rusia     | De olivera Antonny Francia    | Ashyrov Argen · Kirguistán · Mynbaev Nariman · Kazajistán         |
| 66 kg   | Ibragimov Gairbek · Rusia     | Blumental Valentin Francia    | Abdullabekov Mirza · Bielorrusia · Iurii Cherkaliuk · Ucrania     |
| 71 kg   | Rizvanov Rizvan · Rusia       | Panfilii Grigore Moldavia     | Denys Semeniuk · Ucrania · Iakhiaev Shamil · Bielorrusia          |
| 77 kg   | Uzairuev Eldar · Rusia        | Rokas Narusevisius · Lituania | Lavaggi Andrea · Italia · Kaluszewski Maciej · Polonia            |
| 84 kg   | Abdulkadirov Magomed · Rusia  | Dzieniszewski Karol · Polonia | Arturo Salas · España · Zholdoshev Dostuk · Kirguistán            |
| 92 kg   | Valiollah Fahimiseifkoti Irán | Skibinski Daniel · Polonia    | Eldarov Asgar · Azerbaiyán · Efendiev Akhmed · Rusia              |
| 100 kg  | Isaev Abdulla · Rusia         | Fontes Alexis Francia         | Ismailov Nurbek · Kirguistán · Uminski Kamil · Polonia            |
| +100 kg | Abdulaev Ruslan · Rusia       | Salar Delfaniabbarik Irán     | Bolatkhanyly Zhomart · Kazajistán · Brandon Ruiz · Estados Unidos |

### Grappling No Gi femenino
| Evento | Oro                          | Plata                             | Bronce                                                |
| ------ | ---------------------------- | --------------------------------- | ----------------------------------------------------- |
| 53 kg  | Laetitia Boes Francia        | Krupskaia Polina · Rusia          | Aono Hikaru · Japón · Svitlana Skrypnyk · Ucrania     |
| 58 kg  | Kateryna Shakalova · Ucrania | Breanna Stikkelman Estados Unidos | Lubrano Valentina · Italia · Cusson Roxane · Francia  |
| 64 kg  | Tetiana Hrynko · Ucrania     | Pniak Sandra · Polonia            | Tana Rita · Italia · Dzhodzhua Liana · Rusia          |
| 71 kg  | Zawodnik Karolina · Polonia  | Claire France Thevenon Francia    | Tropina Rimma · Rusia · Mungai Irene · Italia         |
| +71 kg | Koreniugina Veronika · Rusia | Barre Chloe Francia               | Halyna Kovalska · Ucrania · Zutova Gozal · Azerbaiyán |

## Medallero
| Núm. | País           | Oro | Plata | Bronce | Total |
| ---- | -------------- | --- | ----- | ------ | ----- |
| 1    | Rusia          | 14  | 3     | 6      | 22    |
| 3    | Polonia        | 2   | 4     | 9      | 15    |
| 6    | España         | 1   | 2     | 2      | 5     |
| 8    | Kazajistán     | 0   | 1     | 5      | 6     |
| 7    | Italia         | 0   | 2     | 7      | 9     |
| 12   | Azerbaiyán     | 0   | 0     | 4      | 4     |
| 5    | Francia        | 1   | 7     | 3      | 11    |
| 2    | Ucrania        | 5   | 2     | 4      | 11    |
| 4    | Estados Unidos | 2   | 1     | 1      | 4     |
| 9    | Irán           | 0   | 1     | 2      | 3     |
| 11   | Lituania       | 0   | 1     | 0      | 1     |
| 13   | Bielorrusia    | 0   | 0     | 2      | 2     |
| 14   | Japón          | 0   | 0     | 1      | 1     |
| 11   | Moldavia       | 0   | 1     | 0      | 1     |
| 10   | Kirguistán     | 0   | 1     | 4      | 5     |
| 14   | Panamá         | 0   | 0     | 1      | 1     |
| 14   | Serbia         | 0   | 0     | 1      | 1     |
|      | TOTAL          | 26  | 26    | 52     | 104   |